# ریکاردو تریلی
ریکاردو تریلی (انگلیسی: Ricardo Trigilli; ۲۴ اوت ۱۹۳۴ – ۲۱ ژانویهٔ ۲۰۱۰) بازیکن فوتبال اهل آرژانتین بود.
از باشگاه‌هایی که در آن بازی کرده‌است می‌توان به باشگاه فوتبال ولز سارسفیلد اشاره کرد.